# Жељко Мирјанић
Жељко Мирјанић (Бања Лука, ФНРЈ, 17. октобар 1959) српски је универзитетски професор, доктор правних наука и политичар. Садашњи је декан Правног факултета у Бањој Луци и функционер Савеза независних социјалдемократа (СНСД). Бивши је народни посланик у Народној скупштини Републике Српске и посланик у Представничком дому Парламентарне скупштине Босне и Херцеговине.

## Биографија
Жељко Мирјанић је рођен 17. октобра 1959. године у Бањој Луци, ФНРЈ. Завршио је Правни факултет Универзитета у Бањој Луци (1982), а магистарску тезу је одбранио на Правном факултету Универзитета у Београду (1987). Докторске студије је завршио 1992. године на бањалучком Правном факултету.
Редовни је професор на Правном факултету у Бањој Луци на Катедри за управно, радно и социјално право. Обавља функцију декана од 2017.

## Радови
Објавио је сљедеће монографије и уџбенике:
- Социјално осигурање, Бања Лука 1994.
- Стварање права према Мировном споразуму, у књизи Правни аспекти Дејтонског споразума, Бања Лука 1996, 89-95 (коаутор)
- Радни односи, књига прва: Индивидуални радни односи, Бања Лука 2003.
- Социјално право, у књизи Социјално право са основама права, Бања Лука 2003, 117-262 (коаутор).

Објавио је више од 60 научних и стручних радова.